# Тимотей II Константинополски
Тимотей II Константинополски (на гръцки: Τιμόθεος Β´) e православен духовник и вселенски патриарх. 

## Биография
Родом е от Бандърма и е митрополит на Патра от 28 февруари 1601 г. Отявлен противник на Кирил Лукарис.
След като Кирил Лукарис сваля от престола Неофит II Константинополски, Тимотей е начело на групата от четирима митрополити обявила се срещу обвинения в калвинизъм Кирил. Тимотей успява да неутрализира, макар и временно, влиянието на Лукарис и в продължение на близо 8 години оглавява Вселенската патриаршия при управлението на султаните Ахмед I, Мустафа I и Осман II. След смъртта му, Кирил Лукарис с помощта на Кьосем Султан все пак успява трайно да се качи на вселенския патриаршески трон. Едва на Яшкия събор, последвалата управлението на Тимотей църковна православна политика е отречена. Още с възкачването си на вселенския патриаршески трон, Тимотей успява да издейства султанска заповед за арест на Лукарис, но последният напуска Света гора, отплавайки за Александрия. Въпреки че, не е подкрепял Брестката уния, църковната му политика се споделя от Рим и йезуитите, тъй като насочена срещу тази на Лукарис за сближение с лутеранството и калвинизма.